# Universidad de Tōhō
La Universidad de Tōhō (東邦 大学 Tōhō Daigaku?) o Universidad de Toho, es una de las mejores y más prestigiosas universidades privadas de Japón.

## Historia

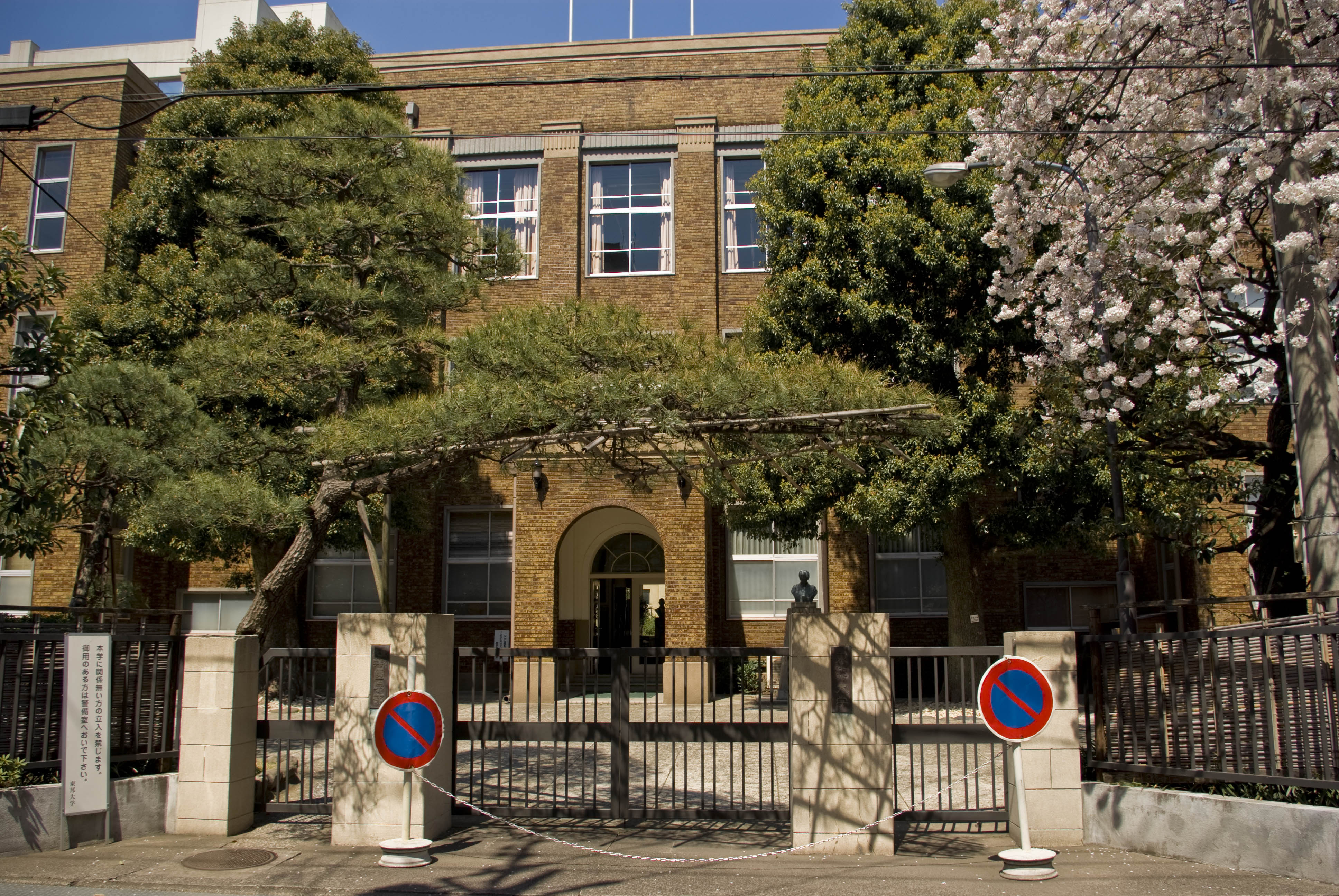
Universidad de Toho en Tokio.

Los hermanos Yutaka Nukada y Susumu Nukada fundaron en 1925 el Imperial Colegio Médico para Mujeres en Ōmori, Tokio, en la ubicación de la actual Facultad de Medicina, con su propio dinero y luego establecieron el Imperial Colegio Médico y Farmacéutico para Mujeres y el Imperial Colegio de Ciencia para Mujeres. Su objetivo es mejorar la educación de las mujeres en campos científicos como la medicina, las ciencias farmacéuticas y la ciencia mientras se desarrollaba en ellas una mente sana y humanista. 
Después de la Segunda Guerra Mundial, la Facultad de Ciencias Farmacéuticas y la Facultad de Ciencias se trasladó a Funabashi, Chiba. Con la reforma del sistema de la escuela japonesa en 1950, la Universidad de Toho, se convirtió en una institución mixta, centrándose en las ciencias naturales, contando con las Facultades de Medicina, Ciencias Farmacéuticas y Ciencias.

## Alumnos notables
- Takeshi Morishita (médico)
- Kojiro Hyuga (futbolista)